# Łza Köhlera
Łza Köhlera (ang. Köhlers teardrop) – w radiologii cień przypominający kształtem łzę, powstający na zdjęciu a-p stawu biodrowego w wyniku nakładania się cieni różnych krawędzi.
Składa się na niego:
- od zewnątrz – dno panewki,
- od wewnątrz – pasmowaty cień odpowiadający wewnętrznej ścianie miednicy mniejszej,
- od dołu – cienka warstwa korowa w miejscu przejścia dołu panewki ku tyłowi na ścianę miednicy nad tylnym guzkiem otworu zasłonionego.